# Sân vận động thành phố Kielce
Sân vận động Kolporter (tên chính thức) là một sân vận động đa năng ở Kielce, Ba Lan. Nó hiện đang được sử dụng chủ yếu cho các trận bóng đá và là sân nhà của câu lạc bộ Korona Kielce. Sân vận động có sức chứa 15,500 cổ động viên và được xây dựng vào năm 2006. Vào thời điểm đó, nó là một trong những sân vận động bóng đá hiện đại nhất ở Ba Lan.
Vào ngày 1 tháng 4 năm 2006, mười tám tháng cho đến ngày bắt đầu xây dựng dự án, trận đấu khai mạc của nó đã diễn ra, một trận đấu của giải bóng đá vô địch quốc gia Ba Lan Ekstraklasa giữa Korona và Zagłębie Lubin. Trận đấu kết thúc với tỷ số hòa 1 trận1.
Sân vận động cũ của câu lạc bộ Korona hiện đang được sử dụng bởi đội dự bị.

## Sự kiện
- Tổng công suất: 15 500

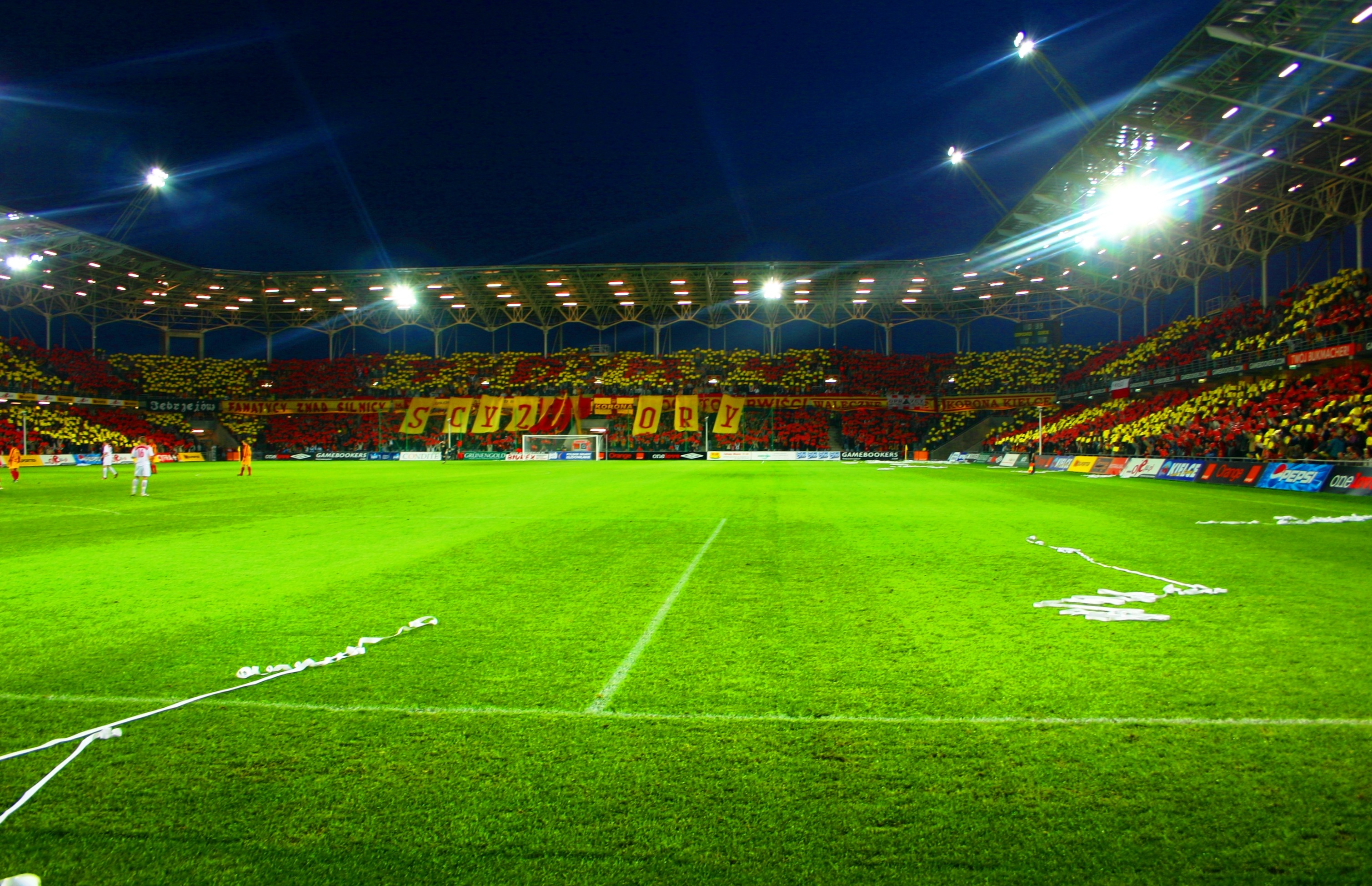
Korona Kielce-Wisła Kraków

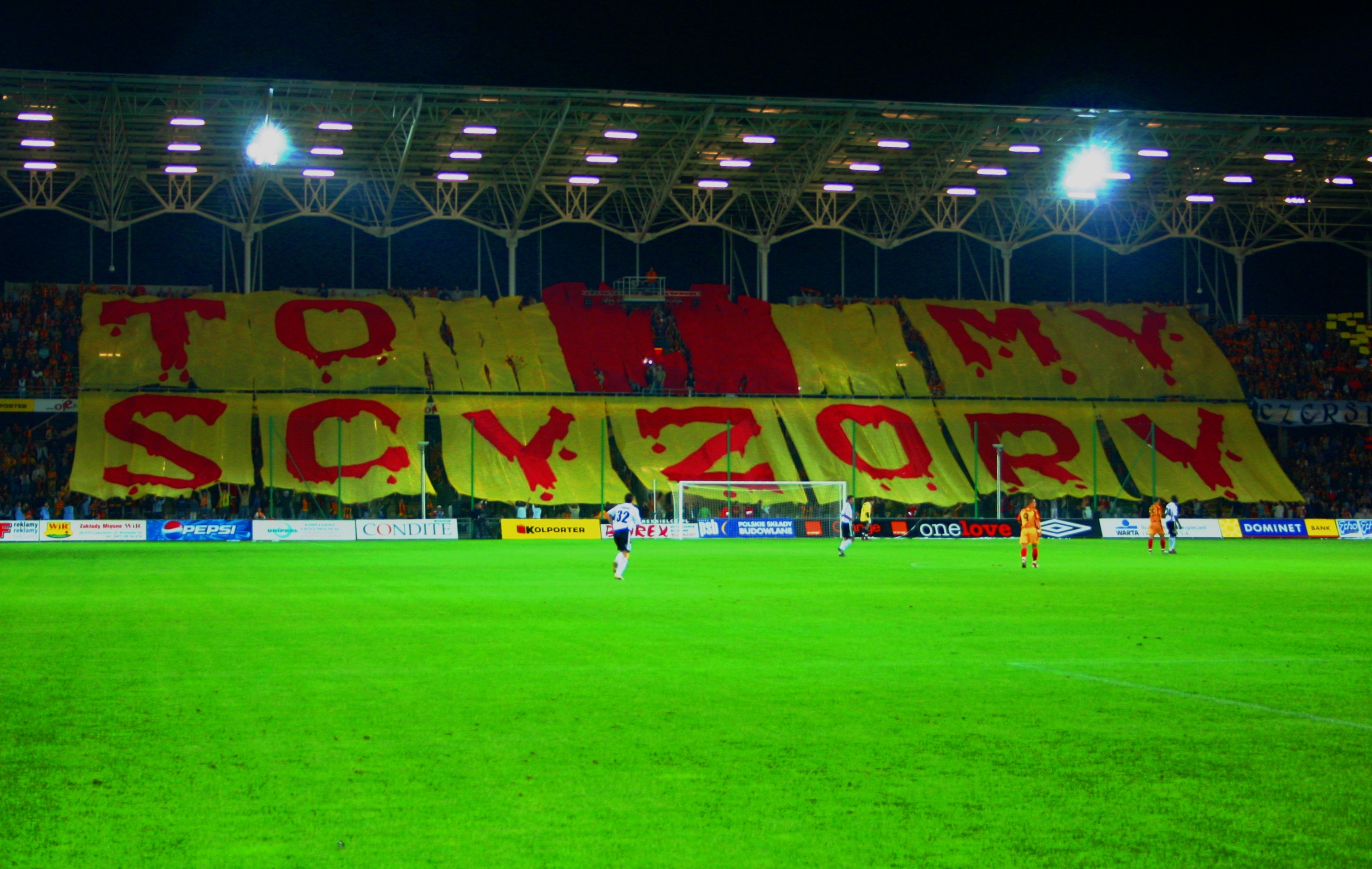
Korona Kielce-Legia Warszawa

- Sức chứa trên các trận đấu quốc tế: 14 525
- Chỗ ngồi: 13 823
- "Młyn": 500 - 1 800
- Khu vực dành cho du khách: 777
- Khu vực gia đình: 545
- Thẻ ra vào miễn phí: 320
- Đội thiếu niên ngành: 320
- Khu vực dành cho khách VIP: 104
- Nơi dành cho giới báo chí: 54
- Câu lạc bộ: Korona Kielce
- Chiếu sáng: 1 411 luxơ
- Khánh thành: 01.04.2006 (Korona Kielce - Zagłębie Lubin 1-1)
- Kỷ lục tham dự: 15 500 người (Korona Kielce - Legia Warszawa 3-1, 23.09.2006)
- Dự án: ATJ Architekci
- Chi phí: 48 triệu PLN
- Thời gian thi công: 22.11.2004-1.04.2006

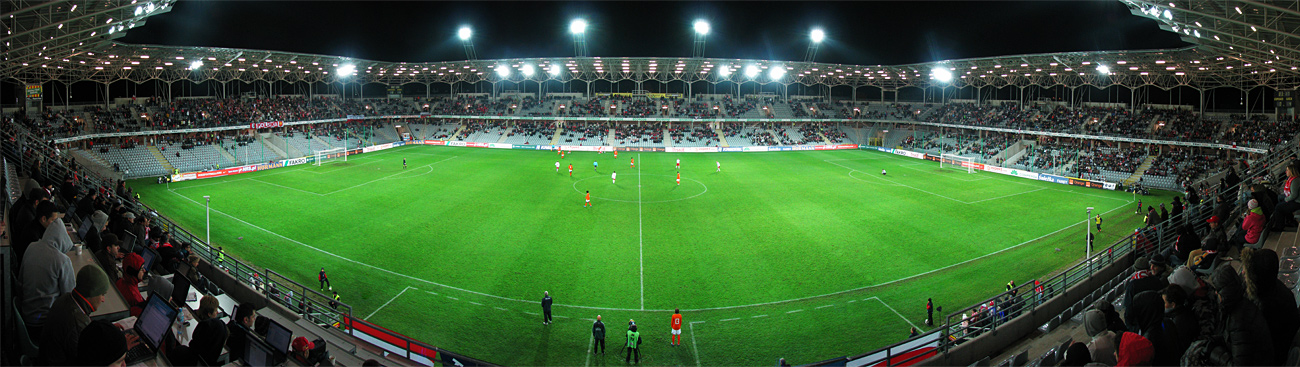
Bên trong sân vận động

- Địa chỉ: Ściegienenego 8, Kielce

## Các trận đấu của đội tuyển quốc gia Ba Lan
Cho đến nay đội bóng đá quốc gia Ba Lan đã chơi 3 trận trên sân vận động Kielce mới. Lần đầu tiên là đá với đội Armenia trong vòng loại Euro 2008. Trận đấu thứ hai là với đội San Marino trong vòng loại World Cup 2010. Trận đấu đó đáng chú ý vì hai lý do: 1) đội Ba Lan đã giành chiến thắng cao nhất từ trước đến nay, 10: 0, đánh bại kỷ lục trong suốt 46 năm của mình (chiến thắng 9: 0 trước Na Uy năm 1963). 2) Ba Lan đã ghi bàn thắng nhanh nhất từ trước đến giờ nhờ có Rafał Boguski, người đã ghi bàn với tỷ số 1-0 trong giây thứ 23 của trận đấu.